# Диверсійний «Загін 3»
Диверсійний «Загін 3» — Третє Управління КДБ УРСР, створене в 1983 році. Спочатку його завданням було контрозвідувальне забезпечення МВС і військових комісаріатів, згодом — боротьба з організованою злочинністю.